# Oxalis palmifrons
Oxalis palmifrons är en harsyreväxtart som beskrevs av Salter. Oxalis palmifrons ingår i släktet oxalisar, och familjen harsyreväxter. Inga underarter finns listade i Catalogue of Life.